# 효곡동
효곡동(孝谷洞)은 대한민국 경상북도 포항시 남구의 동이다. 효곡동은 포항의 관문에 위치하여 남쪽으로 시민의 젖줄인 형산강과 북쪽으로 녹지경관이 빼어난 POSCO 주택단지와 세계 유수의 대학과 함께하는 POSTECH, 21C 첨단산업의 메카인 방사광가속기 연구소, 포항산업과학연구원, 테크노파크 등이 자리하고 있는 지역이다.

## 연혁
- 조선시대 연일현 북면에 속함.
- 1896년 13도제 실시에 따라 흥해, 영일, 청하 장기의 4개 군으로 개편될 때 영일군 북면에 속함.
- 1914년 3월 1일 행정구역 통폐합에 따라 흥해, 영일 청하, 장기 4개군이 영일군으로 개편될 때 영일군 연일면에 편입되었고, 효자동과 지곡동을 통합하여 효곡동으로 개편
- 1983년 2월 15일 연일읍 효자동과 지곡동 통합 후 효곡동으로 포항시에 편입
- 1988년 대잠동 일부를 효자동에 편입
- 1995년 1월 1일 통합 포항시 출범과 함께 포항시 남구에 편입

## 법정동
- 지곡동(芝谷洞): 효곡동 행정복지센터 소재지
- 효자동(孝子洞)

## 교육
| 학교명                   | 소재지                | 비고                                                                         |
| ------------------------ | --------------------- | ---------------------------------------------------------------------------- |
| 효자초등학교             | 남구 효성로30번길 5   |                                                                              |
| 포항제철지곡초등학교     | 남구 지곡로 295       |                                                                              |
| 포항제철초등학교         | 남구 지곡로 60        | 2017.03.01 포항제철서초등학교와 통합 2017.09.01 포항제철초등학교로 교명 변경 |
| 포항제철중학교           | 남구 지곡동 38        |                                                                              |
| 포항제철고등학교         | 남구 지곡로212번길 40 |                                                                              |
| 포항제철공업고등학교     | 남구 지곡로 150       |                                                                              |
| 포항공과대학교 (POSTECH) | 남구 청암로 77        |                                                                              |

## 공공 기관
| 기관명                    | 소재지                | 비고 |
| ------------------------- | --------------------- | ---- |
| 생명공학연구센터          | 남구 청암로 77        |      |
| 제철어버이집 새마을경로당 | 남구 행복길 128       |      |
| 제철어버이집 지곡노인회   | 남구 지곡로212번길 68 |      |
| 주거환경시설팀            | 남구 지곡로 260       |      |
| 포항가속기연구소          | 남구 청암로 77        |      |
| 포항금속산업재산업진흥원  | 남구 지곡로 40        |      |
| 포항산업과학연구원        | 남구 청암로 67        |      |
| 포항지능로봇연구소        | 남구 청암로 77        |      |
| 포항테크노파크            | 남구 지곡로 394       |      |
| 효곡동예비군동대          | 남구 효자동길2번길 7  |      |
| 효자119안전센터           | 남구 지곡로212번길 45 |      |
| 효자역                    | 남구 새천년대로 269   |      |
| 효자지구대                | 남구 효자동길6번길 8  |      |

## 금융 기관
| 기관명                    | 소재지                | 비고 |
| ------------------------- | --------------------- | ---- |
| 국민은행 지곡지점         | 남구 지곡로 237       |      |
| 대구은행 지곡지점         | 남구 지곡로 237       |      |
| 우리은행 포스코타운지점   | 남구 지곡로 237       |      |
| 포항신용협동조합 남부지점 | 남구 효자동길6번길 13 |      |
| 효곡동우체국              | 남구 지곡로212번길 49 |      |

## 간선 도로
| 구분 | 도로 이름                                                      |
| ---- | -------------------------------------------------------------- |
| 대로 | 새천년대로 (국도 제7호선), 포스코대로                          |
| 로   | 연일로, 지곡로, 청암로, 형산강남로, 형산강북로, 효성로, 효자로 |
| 길   | 유동길, 행복길, 효행길, 효자동길                               |